# لافاموند
لافاموند (به آلمانی: Lavamünd) یک منطقهٔ مسکونی در اتریش است که در ناحیه وولفسبرگ واقع شده‌است. لافاموند ۳٬۵۴۸ نفر جمعیت دارد.